# BLAZE (音楽ユニット)
BLAZE（ブレイズ）は、日本の男女3人組音楽ユニット。MAXSTAR所属。

## 概要
プロアクティブ・ソリューションのCMソングのために結成された音楽ユニット。既にCMで起用されていたSHYの 「ラッキーカラー」をカバーした「ラッキーカラーPART2」を発表し、自身もCMに出演。このCMは2009年11月頃から放送された。CMに使われた映像はのちに「ラッキーカラー PART2（CM 学園ver.）」、「ラッキーカラー PART2（グァムver.）」として配信された。2011年9月に活動休止。

## 略歴
- 2009年、ユニット結成。
- 2010年1月20日、iTunesで「ラッキーカラー PART2」を配信。
- 2010年2月24日 - 28日、ブログ「CHIi blog」、「SayaKa blog」開始。
- 2011年7月6日、iTunesで「FLYING V」を配信。
- 2011年9月、活動停止。

## メンバー
- TATSU（タツ、松隈達彦、1987年11月2日（37歳）、神奈川県出身）リーダー、ラップ、ボーカル、振付、エイベックス・アーティストアカデミー出身
- SAYAKA（サヤカ、瀬戸山清香、1987年4月3日（37歳）、宮崎県出身）、メインボーカル、EARTHの元メンバー
- CHIi（チィ、1988年7月6日（36歳）、大阪府出身）、ボーカル、Ustream『BLAZEchannel』MC

## 作品

### 配信
1. ラッキーカラー PART2（2010年1月20日、avex trax）、「プロアクティブ・ソリューション」CMソング
作詞：KOMU、作曲：SHY
2. ただ会いたいよ（＊ ＊。）（2010年10月6日、Bold Records）
作詞・作曲：瀬川浩平
3. キミハサクラ（2011年2月23日、Bold Records）
作詞：羽仁麻由香[1]、作曲：FIREWORKS[2]
4. FLYING V（2011年7月6日、Bold Records）、「フラコラ プラセンタつぶ5000」CMソング

映像作品
1. ラッキーカラー PART2 (CM 学園ver.)（2010年2月3日）
2. ラッキーカラー PART2 (グァムver.)（2010年2月3日）
3. ただ会いたいよ（＊ ＊。）（2010年10月6日）

## 出演

### CM
- プロアクティブ・ソリューション

### USTREAM
- BLAZEchannel (全17回)

### SNS
松隈達彦
- 松隈達彦 (@TATSU_1102) - X（旧Twitter）
- 松隈達彦 (@ta1102tsuhiko) - Instagram
- 松隈達彦 ブログ - Ameba Blog

瀬戸山清香
- 瀬戸山清香 (@setoyamasayaka) - X（旧Twitter）
- 瀬戸山清香 (@setoyama_sayaka) - Instagram
- 瀬戸山清香 オフィシャルブログ - Ameba Blog